# Hiroshi Kaneko
Hiroshi Kaneko (jap. 金子博 Kaneko Hiroshi) – japoński zapaśnik w stylu wolnym.
Zajął ósme miejsce na mistrzostwach świata w 1982. Zdobył złoty medal na igrzyskach azjatyckich w 1982 oraz srebrny medal mistrzostw Azji w 1981 roku.